# John Carew Eccles
Sir John Carew Eccles (27. siječnja, 1903. – 2. svibnja, 1997.) bio je australski neurofiziolog koji je 1963. dobio Nobelovu nagradu za fiziologiju ili medicinu za svoj rad na sinapsi. Nagradu je podijelio s Andrewom Fieldingom Huxleyjem i Alanom Lloydom Hodgkinom.

## Vanjske poveznice
- Nobelova nagrada - životopis (engl.)